# Bhuktangle
Bhuktangle (en népalais : भुक्ताङले) est un comité de développement villageois du Népal situé dans le district de Parbat. Au recensement de 2011, il comptait 2 312 habitants.